# 束缚杆菌属
束缚杆菌属为赖文氏菌科的一属细菌。该属的模式种为水束缚杆菌（Haliscomenobacter hydrossis）。

## 下属物种
本属包括以下物种：
- Haliscomenobacter calcifugiens Hahn and Schauer 2007[1]
- 水束缚杆菌 Haliscomenobacter hydrossis van Veen et al. 1973